# Ulica Świętojerska w Warszawie

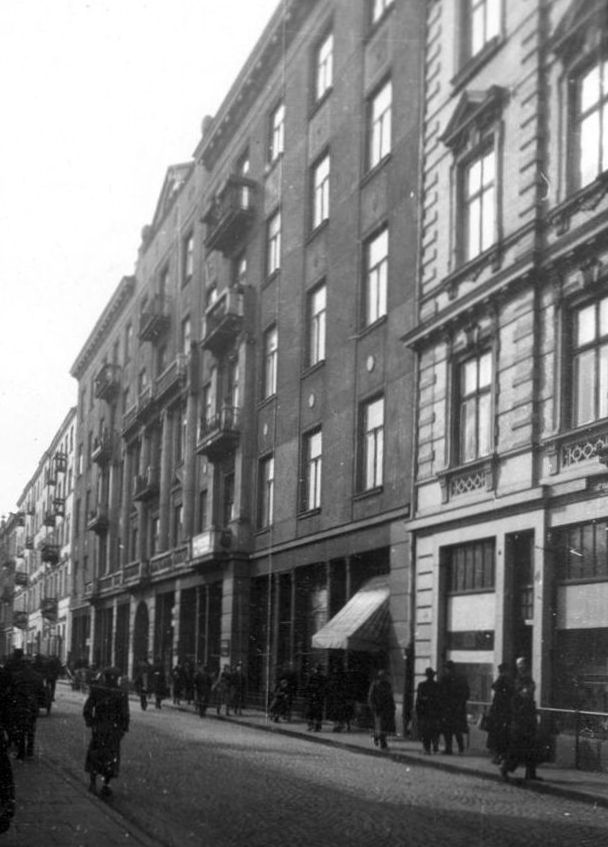
Ulica Świętojerska przed II wojną światową

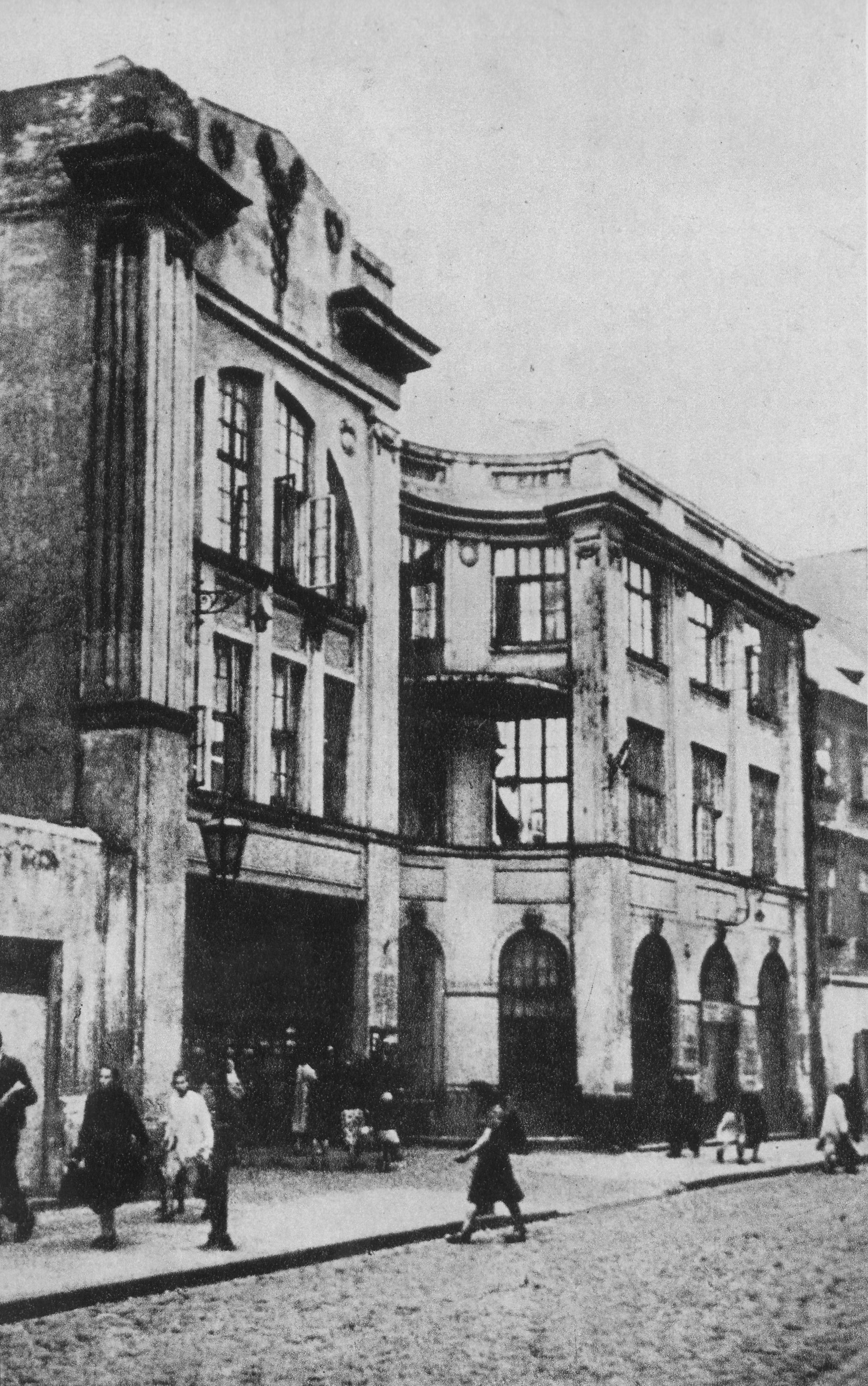
Nieistniejąca hala targowa przy ul. Świętojerskiej

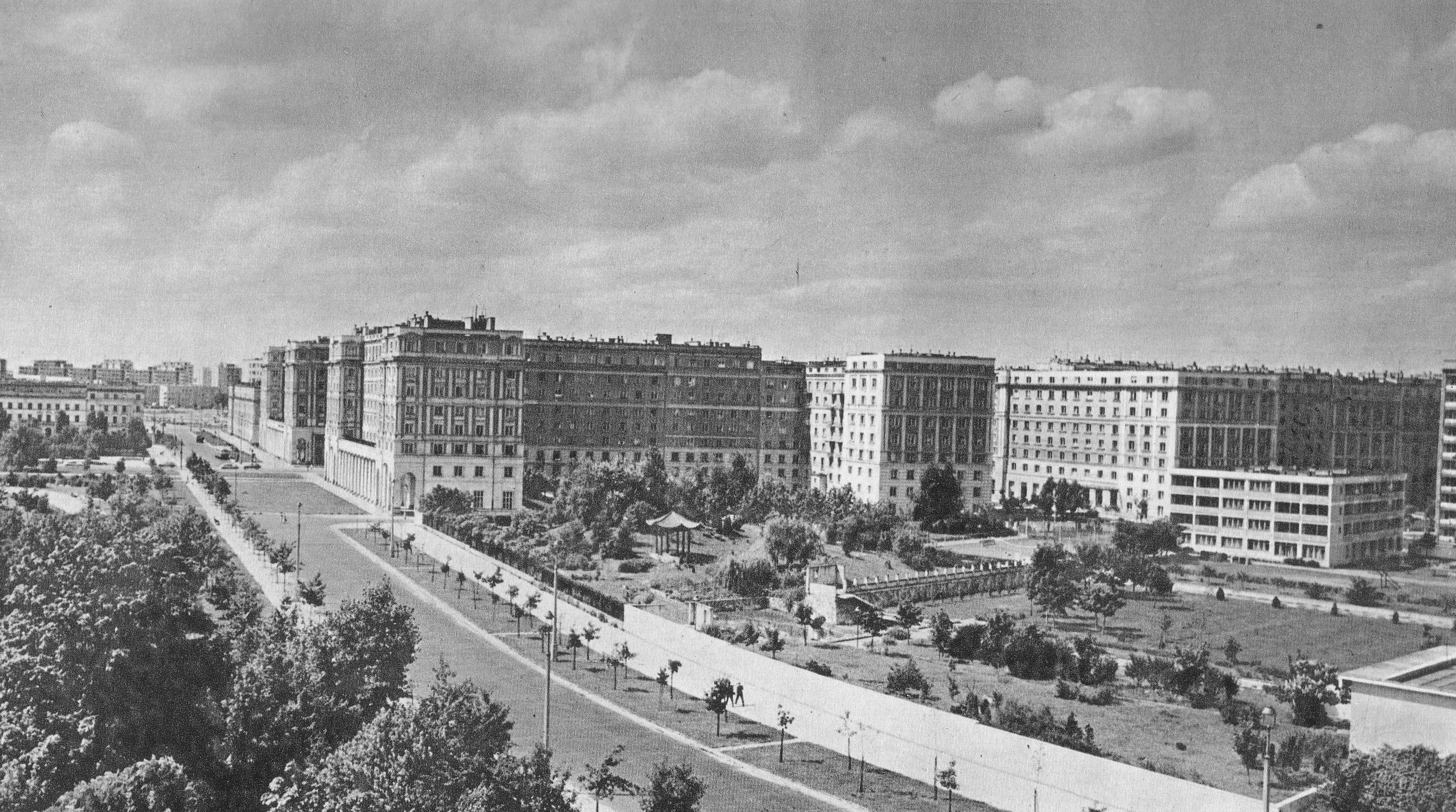
Zachodni odcinek ulicy ok. 1960 po prawej teren ambasady Chin

Ulica Świętojerska – jedna z ulic Nowego Miasta w Warszawie, biegnąca od ul. Freta do ulicy gen. Władysława Andersa.

## Historia
Ulica powstała w miejscu drogi narolnej, biegnącej przy gruntach należących do kanoników regularnych przy kościele św. Jerzego. W XIV wieku powstała tam jurydyka Świętojerska.
Wczesne zapisy nazwy ulicy to ulica Świętego Jerzego i ulica Ś. Jerzego, które w XVII wieku występowały łącznie z obecną formą, zapisywaną jednak w różny sposób (m.in. S. Jerska, Święto Jerska, Świętojerska i Świętojurska).
Wiek XV przyniósł pierwsze drewniane domostwa, luźno rozrzucone domy i dworki. Ich mieszkańcy byli ubodzy rolnicy i rzemieślnicy, zdziesiątkowani potem przez epidemię szalejącą tu w latach 1614–1625. W 1621 została  przecięta Wałem Zygmuntowskim. Połowa zabudowy ulicy została spalona w czasie potopu szwedzkiego. W 1660 roku przy ulicy znajdowały się 24 domy i dwory oraz 4 browary; w roku 1676 wojewoda płocki Jan Dobrogost Krasiński na terenie wykupionych ogrodów przystąpił do budowy pałacu Krasińskich według projektu Tylmana z Gameren.
Południową stronę ulicy na długości 400 metrów zajęły wtedy pałacowe ogrody, zaś dziedziniec (obecny plac Krasińskich oddzielono od Świętojerskiej pałacową oficyną.
W wieku XVIII przy ulicy pojawiły się kamienice murowane, zaś w drugiej połowie tego stulecia murowane pałace, wzniesione dla generała Jana Sibilskiego i wojewody mścisławskiego Konstantego Ludwika Platera. 
W 1783 Świętojerska była ulicą całkowicie wybrukowaną
W roku 1779 wzniesiono w pobliżu placu Krasińskich kamienicę dla Teatru Narodowego, który sprowadził się tu do nowej siedziby.
Kilka lat później, 18 kwietnia 1794 podczas ucieczki oddziałów gen. Osipa Igelströma Świętojerska była miejscem zaciętej walki: wielu mieszkańców poniosło śmierć, kilka domów zostało spalonych.
Po kasacie zakonu kanoników regularnych w roku 1818, jego zabudowania przeszły na własność skarbu państwa i zostały wydzierżawione firmie Józefa Morissa oraz Tomasza Evansa. Pan Moriss prowadził przy Świętojerskiej własny zakład już wcześniej; po wydzierżawieniu zabudowań pokościelnych spółka umieściła w nich fabrykę maszyn i odlewów funkcjonującą dotąd w kościele św. Benona przy ul. Pieszej. Józef Moriss odszedł ze spółki w roku 1824, trzydzieści lat później, w roku 1854 do rodzinnego interesu Evansów dołączyli zarządcy Rządowej Fabryki Machin przy ul. Solec: Stanisław Lilpop i Wilhelm Rau, którzy odkupili od Evansów spółkę w roku 1866. W roku 1868 dołączył do nich trzeci udziałowiec, belgijski baron Seweryn Loewenstein, i od roku 1872 firma działała pod nazwą Towarzystwo Przemysłowe Zakładów Mechanicznych Lilpop, Rau i Loewenstein Spółka Akcyjna, zwyczajowo – Lilpop, Rau i Loewenstein.
Około roku 1860 zburzono wieżę dawnego kościoła św. Jerzego, w 1862 ulicę poszerzono i uregulowano – po tym okresie rozebrano fragment prezbiterium kościoła.
W roku 1881 zakłady Lilpop, Rau i Loewenstein wyprowadziły się na Solec, zaś w kościele świętojerskim od roku 1893 działała manufaktura firanek i wyrobów koronkowych Towarzystwo Akcyjne M.S. Feinkind. Podczas modernizacji i rozbudowy nowej siedziby w latach 1893-1896, Feinkindowie rozebrali większą część murów kościoła; w roku 1913 uzyskali zezwolenie Magistratu na budowę hali targowej, zwanej Halą Świętojerską. Piętrowa Hala Świętojerska zwana też Bazarem Feinkinda wzniesiona według projektu Kazimierza Gadomskiego oraz Artura Friedmana i Henryka Juliana Gaya mieściła 44 kramy, 100 sklepów i 100 piwnic, w których znajdowały się chłodnie i fabryka sztucznego lodu.
Świętojerska międzywojenna, podobnie jak okoliczne ulice, miała handlowy charakter, i była zamieszkana głównie przez ludność żydowską. W listopadzie 1940 na odcinku od Nalewek do ulicy Ciasnej znalazła się w obrębie getta. W grudniu 1941 wyłączono z niego odcinek na wschód od ulicy Bonifraterskiej. Przy ulicy działało jedno z największych niemieckich przedsiębiorstw produkcyjnych w dzielnicy zamkniętej – tzw. szop szczotkarzy w którym pracował, a następnie na terenie którego w powstaniu w getcie warszawskim grupą powstańców dowodził Marek Edelman. W bunkrze Szymona Kaca przy Świętojerskiej 36 ukrywał się i zginął poeta warszawskiego getta Władysław Szlengel.
Zabudowa zachodniej części ulicy została zburzona przez Niemców po powstaniu w getcie, natomiast budynki przy wschodniej części Świętojerskiej zostały zniszczone w czasie powstania warszawskiego.
W okresie powojennym zrezygnowano z odbudowy zniszczonej zabudowy i wzniesiono zupełnie nowe osiedle, a sama Świętojerska zmieniła nieco przebieg; podczas rozbiórki ruin Hali Świętojerskiej w latach 1945–1947 odsłonięto fragment gotyckich murów północno-zachodniego narożnika kościoła św. Jerzego, zniszczono go jednak w roku 1962.
W latach 1956–1959 wzdłuż Świętojerskiej wybudowano zabudowania ambasady Chin zaprojektowane przez Romualda Gutta. Zostały one przypisane numeracji ulicy Bonifraterskiej.
Na początku 1966 roku do budynku przy Świętojerskiej 5/7 przeniesiono Instytut Wzornictwa Przemysłowego.
W latach 2013–2014 na terenie Ogrodu Krasińskich przeprowadzono prace archeologiczne w poszukiwaniu archiwum Bundu. W tym celu odsłonięto piwnice kamienic pod przedwojennymi adresami Świętojerska 38 i 40. Archiwum nie odnaleziono, jednak natrafiono m.in. na kości ludzkie, przedmioty codziennego użytku (naczynia, sztućce i ubrania) i relikty zakładów rzemieślniczych, co dostarczyło cennych informacji na temat warunków życia w okupowanej Warszawie.

## Ważniejsze obiekty
- Instytut Wzornictwa Przemysłowego (nr 5/7)
- Centrum Badania Opinii Społecznej (nr 5/7)
- Ogród Krasińskich
- Pomnik granic getta (przy skrzyżowaniu z ulicą Nowiniarską)
- Siedziba Naczelnej Rady Adwokackiej (nr 16)
- Muzeum Adwokatury Polskiej (nr 16)
- Gmach Sądu Najwyższego (plac Krasińskich 2/4/6)

## Obiekty nieistniejące
- Kościół św. Jerzego